# (8246) Kotov
(8246) Kotov est un astéroïde de la ceinture principale.

## Description
(8246) Kotov est un astéroïde de la ceinture principale. Il fut découvert le 20 août 1979 à Naoutchnyï par Nikolaï Tchernykh. Il présente une orbite caractérisée par un demi-grand axe de 2,27 UA, une excentricité de 0,16 et une inclinaison de 2,6° par rapport à l'écliptique.

## Compléments